# Hans Pauli (Politiker)
Hans Pauli (* 1948; † 7./8. Dezember 2019) war ein Schweizer Politiker (SVP) und Schwinger. Er gehörte von 2013 bis 2016 und vom 19. November 2019 bis zu seinem Tod dem Grossen Rat des Kantons Aargau an. 
Pauli war politisch und sportlich in verschiedenen Funktionen aktiv. Von 2006 bis 2017 war er Gemeinderat in Oftringen und im März 2002 wurde er zum Präsidenten des Eidgenössischen Schwingerverbands gewählt. 1980 gewann er als Schwinger in St. Gallen einen Eidgenössischen Kranz.